# Su Wu
Su Wu (蘇武) (140. pr. Kr. - 60. pr. Kr.) je bio kineski diplomat i državnik u službi dinastija Han, poznat po svojoj odanosti i požrtvovnosti.
O Su Wuovom porijeklu i ranom životu se ne zna ništa. Prvi put se spominje kada je oko 100. pr. Kr. došlo do svojevrsnog detanta između Kineskog Carstva i nomadskog naroda Xiongnu, a car Wu pokušao poboljšati odnose koristeći dolazak na vlast novog Xiongnu chanyua po imenu Qiedihou (且鞮侯). Wu je na njegov dvor poslao izaslanstvo na čelu sa Su Wuom, koji je dotada služio kao zamjenik komandanta carske garde.
Na Qiedihouovom dvoru se ispostavilo da je mladi chanyu mnogo neprijateljskije orijentiran prema Kinezima nego što se pretpostavljalo, pa su dva člana izaslanstva bez Su Wuovom znanja skovala zavjeru s nekoliko vodećih Xiongnua da svrgnu Qiedihoua. Zavjera je razotkrivena, a Su Wu je, nastojeći izbjeći zarobljavanje, pokušao izvršiti samoubojstvo. Qiedihouov glavni savjetnik, na pola Kinez po imenu Wei Lü (衛律), je htio da mu Su Wu pomaže u upravljanju državom, te je poslao lječnike koji su spasili Su Wuov život. Međutim, Su Wu to odbio služiti neprijateljskog vladara, čak i kada mu je zaprijećeno pogubljenjem. Qiedihou je zbog toga Su Wua bacio u tamnicu i mučio glađu, a potom prognao u područje oko Bajkalskog jezera gdje je diplomat bio prisiljen živjeti poput pastira.
Su je u izgnanstvu proveo 19 godina, a sve to vrijeme je Xiongnu vladari tvrdili da je umro. Tek kada je car Zhao doznao da je Su živ, zatražio je njegovo puštanje. Nakon toga je Su Wu služio kao direktor Ureda za kolonizaciju.
Su Wu je postao predmet kineskih narodnih pjesama i priča.